# سفارة كازاخستان في النرويج
سفارة كازاخستان في النرويج هي أرفع تمثيل دبلوماسي لدولة كازاخستان لدى النرويج. تقع السفارة في وهي تهدف لتعزيز المصالح الكازاخستانية في النرويج.

## وصلات خارجية
- الموقع الرسمي
- قائمة سفارات كازاخستان
- قائمة السفارات في النرويج